# Sayed Mohammad Ali Jawid
Sayed Mohammad Ali Jawid, född 1951, är en hazarisk politiker och ledare för Harakatpartiet Afghanistan. Efter sin första utbildning i Afghanistan flyttade han till Najaf i Irak för högre utbildning och doktorandutbildning i religiösa studier. Under den kommunistiska regimens tid i Afghanistan grundade han Harakatpartiet och bedrev jihad mot de ryska trupperna. I den nuvarande regeringen har han varit transportminister och förste talesman för kommunikation.